# تينسلي ر. هاريسون
تينسلي ر. هاريسون (بالإنجليزية: Tinsley R. Harrison)‏ هو طبيب أمريكي، ولد في 18 مارس 1900 في تالاديغا في الولايات المتحدة، وتوفي في 4 أغسطس 1978.